# San Martino in Colle
San Martino in Colle è una frazione del comune di Perugia (PG).

## Geografia
Geograficamente situato al limite sud del territorio di Perugia, il fiume Tevere ne segna il confine con il comune di Torgiano. Il territorio è suddiviso in una parte pianeggiante (lungo la Strada provinciale 375), ed in una parte collinare (lungo la Strada statale 317 Marscianese o della Collina).
San Martino in Colle è stata la sede della IX circoscrizione del comune di Perugia, decaduta dal 2009, che comprendeva anche le frazioni di San Fortunato della Collina, Boneggio, San Martino Delfico, Sant'Enea, Sant'Andrea d'Agliano, San Martino in Campo e Santa Maria Rossa. Conta circa 2 000 abitanti.

## Storia
Il sito geografico ove oggi sorge il paese di San Martino in Colle fu probabilmente abitato sin dal Neolitico, come dimostrano gli importanti studi di Umberto Calzoni che agli inizi del XX secolo rinvenne nella zona delle amigdale. È comunque in epoca Etrusca che l’area risulta ormai sede di un importante insediamento
La presenza etrusca è confermata da importanti elementi: l’odierna Strada Marscianese della Collina ricalca una via di comunicazione fondamentale tra le due lucumonie etrusche di Orvieto e Perugia; numerosi sono stati i ritrovamenti etruschi nella campagna e la porta principale del castello di San Martino in Colle anche se ampiamente rimaneggiata nel corso dei secoli, reca ancora sugli stipiti dei blocchi di travertino la cui scalpellatura ce li fa ricondurre all’epoca etrusca.
La fondazione della pieve di San Martino risale al VII secolo dopo Cristo quando l’area del Perugino era posto sotto il dominio bizantino.
La prima volta in cui abbiamo notizia storica documentata sull’esistenza del centro abitato è nel 1036 quando venne confermato dal vescovo perugino Andrea come proprietà del Capitolo della Cattedrale di San Lorenzo. Tale proprietà fu confermata nel 1163 dal diploma dell’Imperatore Federico Barbarossa che accolse sotto la sua proprietà la chiesa vescovile e la canonica dei beati Lorenzo ed Ercolano di Perugia. Tra le pievi di proprietà di quest’ultima figura la “Plebem Sancti Martini in Colle”.
Questi documenti testimoniano che la pieve di San Martino in Colle fu probabilmente legata sin dalla nascita alla Cattedrale perugina, di cui fu proprietà importante e feconda visto il cospicuo canone versato prima al Vescovo e poi al Comune di Perugia.
Episodio fondamentale per la storia del paese fu la costruzione del castello, fatta risalire da Pompeo Pellini al 1310, anno in cui per ordine dei Magistrati del Comune perugino, venne edificato per difendersi dalle mire espansionistiche di Todi.
Il castello appena edificato venne nel 1312 bruciato e saccheggiato dall’esercito imperiale di Arrigo VII ed in seguito subito riedificato.
Durante tutto il XIV secolo questo territorio fu scenario di violente scorribande delle compagnie di ventura e in tale contesto si inserisce la presenza nel paese dell’accampamento di Giovanni Acuto, capitano delle truppe mercenarie inglesi, chiamate dall’Abate di Monmaggiore in sua difesa contro i ribelli perugini. Il condottiero venne però corrotto da questi ultimi con diversi doni recapitati presso il castello di San Martino in Colle e alla fine si schierò anch’esso contro l’Abate.
Il piccolo centro fu coinvolto inoltre anche nelle dure lotte animate da Braccio Fortebracci nel tentativo di creare in Perugia una sua solida signoria.
Nel 1416 difatti San Martino in Colle e la vicina San Fortunato furono conquistati da Braccio nonostante la strenua difesa opposta da Franceschino della Mirandola.
Nel XV secolo tutta l’area di Porta San Pietro divenne fondamentale area sottoposta alla famiglia Baglioni che aveva nel castello di Cerqueto il suo punto di riferimento principale.
L’ultimo tragico episodio che coinvolse San Martino in Colle in epoca antica fu certamente legato alla volontà di Papa Paolo III Farnese di ricondurre sotto il suo potere assoluto la ribelle Perugia. Durante quella che è conosciuta come la “Guerra del Sale” che di fatto segna la fine per secoli di ogni autonomia politica e vitalità culturale per Perugia, il castello di San Martino in Colle subì una durissima occupazione. Il castello al passaggio di Pier Luigi Farnese, generale dell’Esercito Pontificio volontariamente e senza alcuna resistenza aprì le sue porte e consegnò le chiavi al condottiero, assoggettandosi così all’autorità del Papa. Nonostante ciò i soldati papalini incendiarono e saccheggiarono il castello compiendovi stupri e uccisioni.
Papa Paolo III, per risarcire i danni provocati dai soldati e ricompensare il paese della fedeltà verso la Santa Sede lo esentò dal pagamento di metà delle imposte dispensandolo dal contribuire alla costruzione della Rocca Paolina.

## Economia
Il territorio ha un forte sviluppo agricolo, con vaste coltivazioni di tabacco, mais e vite. È presente anche l'allevamento, in particolare di suini e bovini.
Dal 1961 è presente la sede dell'Associazione Nazionale Allevatori Bovini Italiani da Carne (ANABIC), con l'obbiettivo di promuovere e attuare tutte le iniziative finalizzate al miglioramento, alla valorizzazione e alla diffusione delle razze bovine autoctone italiane: Marchigiana, Chianina, Romagnola, Maremmana ePodolica.

## Monumenti e luoghi d'arte
- Castello di San Martino in Colle: Nonostante la storia travagliata e l'incuria dell'uomo, la parte antica del centro abitato di San Martino in Colle conserva tuttora i tratti dell'antica fortificazione. Specialmente nella parte occidentale, si riconoscono in quelle che oggi sono delle abitazioni, i tratti dell'antica cinta muraria e i resti di una delle due porte di ingresso rimaste oggi visibili. Una era rivolta verso ponente ed era il principale accesso in direzione di Perugia, l'altra ancora in buono stato di conservazione è posta nelle vicinanze di un antico pozzo e su di essa è possibile notare i segni delle travi di legno per sbarrare le porte, il segno dei cardini e la presenza di blocchi di travertino di epoca etrusca probabile materiale di spoglio. La parte superiore è stata abbassata e restaurata con materiale diverso dal laterizio in seguito al disastroso terremoto del 1789. Lo smantellamento delle vecchie strutture è stato più massiccio e quasi totale nella zona settentrionale e orientale del paese anche a causa della natura franosa del terreno tanto che ancora oggi il toponimo usato per indicare questa zona è "Mur rotto".
- La Torre campanaria: a dominio del paese e delle valli circostanti sorge la torre campanaria che di fatto è l'elemento più significativo di ciò che rimane dell'antico castello e della pieve antica del paese. La struttura medievale della torre è ancora chiaramente leggibile nella parte inferiore dell'edificio realizzata in pietra bianca calcarea e laterizio mentre la loggia campanaria è risalente al XIX secolo. A metà Ottocento vi fu installato per la prima volta un orologio meccanico opera del paesano Annibale Marini. La Torre prima di diventare però l'orologio del paese era senza dubbio il posto di vedetta e segnalazione delle milizie perugine a difesa del castello.
- Ex Chiesa di San Martino Vescovo. La pieve storica del paese si trovava sino al 1850 appena sotto la Torre campanaria al centro del paese. Di essa non rimane che la memoria storica e poco altro in quanto fu sciaguratamente demolita per volontà del vescovo Gioacchino Pecci nell'intenzione di costruire la chiesa attuale. L'edificio era comunque esistente ancora nel 1877 quando venne definita dal parroco Don Giovanni Battista Germini "chiesa sepolcrale", di conseguenza la prima area del paese adibita a cimitero. L'antica pieve era ricca di opere d'arte solo in parte ancora oggi esistenti. Tra queste di grande valore è l'affresco che ornava la parete di fondo dell'edificio raffigurante la Vergine col Bambino, San Rocco, San Sebastiano e Santa Lucia. Il dipinto risalente agli inizi del XVI secolo è attribuito ad un artista della bottega del Perugino e viene più associato ai nomi di Eusebio da San Giorgio e Berto di Giovanni. L'affresco fu staccato per donarlo al Capitolo della Cattedrale perugina in cambio di un sostegno economico per la costruzione della nuova chiesa. Il Vescovo Pecci tentò inutilmente di venderlo nel mercato antiquario romano (come probabilmente avvenuto per le altre opere contenute nell'edificio) e ad oggi il prezioso manufatto è conservato nel Museo del Capitolo della Cattedrale di Perugia.
- Chiesa di S. Martino Vescovo a: è una delle 54 chiese "leonine", fatte costruire nella diocesi di Perugia dal vescovo Gioacchino Pecci, il futuro papa Leone XIII.  A progettarla fu incaricato Giovanni Santini docente di spicco all'Accademia di Belle Arti di Perugia. Santini aveva già lavorato per la Cattedrale di Perugia (Cappella del Battistero) e anche a Città della Pieve. L'architetto usò per la chiesa di San Martino in Colle uno stile neorinascimentale con grandioso colonnato absidale introdotto da grandiosi archi. Il progetto dell'edificio fu poi ampliato in forme ancora più grandiose nel Santuario di Santa Maria della Stella, realizzato dallo stesso architetto nei pressi di Montefalco. Consacrata nel 1869, conserva al suo interno un prezioso organo ottocentesco. Durante la Seconda Guerra Mondiale sono scomparse dalla chiesa due tele: una raffigurante la Crocefissione con San Martino e San Francesco di Sales e un'Adorazione dei Pastori. Le memorie storiche rimaste nel luogo di culto sono l'icona della Madonna del Buon Consiglio del XVIII secolo, veneratissima patrona del paese e il prezioso tabernacolo ligneo proveniente dall'antica chiesa. Il 14 ottobre 2006 sono stati inaugurati i discutibilissimi lavori di restauro, che hanno totalmente alterato l'estetica della struttura, asportando le statue dei santi e spostando provvisoriamente il grandioso crocifisso ligneo. Tale crocifisso ad oggi è stato riposto al centro dell'abside con grande effetto scenografico e dietro di esso si scorge il prezioso organo Morettini del XIX secolo.
- Chiesa della Madonna del Feltro: Piccola chiesa posta lungo la strada Marscianese, conserva al suo interno uno splendido affresco raffigurante la Vergine col il Bambino che legge, opere di Pintoricchio. Il dipinto malamente restaurato nel 1981 rappresenta una delle più sublimi immagini della Vergine Maria realizzate da Pintoricchio nei dintorni della sua città natale. Per affinità stilistiche con la Pala di Santa Maria dei Fossi e gli affreschi di Spello viene datato tra il 1495 e il 1502. La piccola chiesa risulta appartenere all'ordine religioso delle monache di San Paolo in Perugia e venne acquistata con il territorio circostante dopo il 1861 dalla famiglia Calzoni la quale la donò poi nel 1961 alla parrocchia. La dedicazione alla Madonna del Feltro richiama le proprietà dell'Arte della Lana nella zona di San Martino in Colle.
- Ex chiesa della Madonna del Cardeto: Di questa piccola chiesa posta nei dintorni del centro abitato non resta che un'edicola con un'immagine in maiolica moderna posta all'esterno dell'abitazione che ha inglobato il luogo di culto. Venne costruita a metà XVI secolo in seguito ad un evento miracoloso sul terreno di Niccolò Fioravante di Sant'Angelo. Le memorie del Riccardi ci raccontano che la chiesa era oggetto di devozione dai paesi vicini. Il toponimo del luogo ove la chiesa sorgeva in questo caso rimanda non solo ai roveti che si trovano nella zona ma anche al cardo dei lanaioli coltivato per i suoi capolini che una volta seccati servivano a cardare la lana.

EVENTI:
- Il primo fine settimana dopo il 25 aprile si festeggia la Madonna del Buonconsiglio, patrona del paese.
- Alla fine di luglio si tiene l'Antica fiera, a cui oggi è collegata la festa in stile medievale tra le mura e i vicoli dell'antico castello
- Dal 1978 si svolge a novembre la Festa del Vino e delle Castagne vero evento sociale e aggregativo del paese che ha tra i suoi momenti più suggestivi la corsa delle Botti, gara che si svolge tra i quattro rioni: Castello (bianco e giallo), Cardeto (bianco e rosso) Feltro (bianco e azzurro) Ferriere (bianco e verde).

RIONI: Il paese risulta storicamente diviso in quattro rioni che nei loro nomi ricalcano la storia di queste terre:
- Rione Castello: il centro medievale del paese
- Rione Feltro: la parte del paese che dal Castello si sviluppa verso Perugia. Il nome Feltro richiama le proprietà dei lanaioli in queste terre nel Medioevo.
- Rione Cardeto: l'area del paese che comprende le colline in direzione di Pila. Nella zona particolare devozione popolare è riservata a San Francesco. Il nome Cardeto richiama i campi di cardo usati per cardare la lana.
- Rione Ferriere: l'area del paese che dal borgo medievale si sviluppa in direzione di Marsciano. La parola ferriere richiama il lavoro di fabbri e maniscalchi nella zona.

## Sport

### Impianti sportivi
Questi sono i più importanti impianti sportivi, con le discipline in essi svolte:
- Centro di vita associativa;
- Oratorio Don Bosco;
- Campo da calcio.